# Campeonato Uruguaio de Futebol de 1961 – Segunda Divisão
O Campeonato Uruguaio de Segunda Divisão de 1961, também conhecido oficialmente como Campeonato Uruguayo de Primera División "B" de 1961 ou simplesmente como Primera "B" de 1961, foi a vigésima edição do torneio de segundo nível do futebol profissional do Uruguai. O Central conquistou seu primeiro título da categoria, garantindo o único acesso disponível à primeira divisão, enquanto o Huracán Buceo foi rebaixado para a Intermedia (terceira divisão).

## Regulamento
Depois de 19 temporadas com 8 equipes, o torneio adotou formato ampliado com dez equipes. Cada clube enfrentou os demais duas vezes (turno e returno), totalizando 18 rodadas. O sistema de pontuação atribuía:
- 2 pontos por vitória
- 1 ponto por empate
- 0 pontos por derrota

O acesso foi decidido por:
- Promoção automática: O campeão (1º colocado) subiu diretamente à primeira divisão do Campeonato Uruguaio de 1962.[1]

O rebaixamento utilizou o critério de promedios (média de desempenho em duas temporadas):
- Para clubes presentes em 1960 e 1961: média aritmética dos pontos
- Para casos especiais:
  - Sud América (rebaixado da 1ª divisão em 1960): pontuação de 1961 ajustada (39/36)
  - Huracán Buceo e Misiones (promovidos da 3ª divisão em 1960): pontuação de 1961 ajustada (39/36)

Os dois últimos no promedio disputaram uma repescagem pela permanência, com o perdedor descendo à terceira divisão.

## Participantes
- Bella Vista, Canillitas, Central, Colón, Progreso, River Plate e Uruguay Montevideo: Permaneceram da temporada anterior.[1]
- Sud América: Rebaixado da primeira divisão em 1960.[1]
- Misiones e Huracán Buceo: Promovidos da terceira divisão em 1960.[1]

## Classificação Final
O Central conquistou seu primeiro título da Segunda Divisão Profissional Uruguaia em 1961 com campanha impressionante, somando 32 pontos em 18 jogos (15 vitórias, 2 empates e apenas 1 derrota), com vantagem de 3 pontos sobre o vice-campeão Sud América.
| #   | Equipe             | PTS | J  | V  | E | D  | GP | GC | SG  | Resultado final |
| --- | ------------------ | --- | -- | -- | - | -- | -- | -- | --- | --------------- |
| 1º  | Central            | 32  | 18 | 15 | 2 | 1  | 49 | 15 | 34  | CAMPEÃO         |
| 2º  | Sud América        | 29  | 18 | 12 | 5 | 1  | 46 | 13 | 33  |                 |
| 3º  | Bella Vista        | 23  | 18 | 10 | 3 | 5  | 34 | 26 | 8   |                 |
| 4º  | Canillitas         | 18  | 18 | 6  | 6 | 6  | 21 | 31 | −10 |                 |
| 5º  | Progreso           | 16  | 18 | 5  | 6 | 7  | 24 | 29 | −5  |                 |
| 6º  | Colón              | 16  | 18 | 5  | 6 | 7  | 21 | 20 | 1   |                 |
| 7º  | Misiones           | 14  | 18 | 5  | 4 | 9  | 28 | 30 | −2  |                 |
| 8º  | River Plate        | 12  | 18 | 4  | 4 | 10 | 20 | 39 | −19 |                 |
| 9º  | Uruguay Montevideo | 11  | 18 | 4  | 3 | 11 | 18 | 43 | −25 |                 |
| 10º | Huracán Buceo      | 9   | 18 | 3  | 3 | 12 | 8  | 23 | −15 |                 |

| Fonte: Segunda División Profesional (em castelhano) |

### Médias de rebaixamento (1960–1961)
O Huracán Buceo foi rebaixado após perder a repescagem para o Uruguay Montevideo.
| #   | Equipe             | Promedio | Resultado final                  |
| --- | ------------------ | -------- | -------------------------------- |
| 1º  | Sud América        | 31.4     |                                  |
| 2º  | Central            | 29.5     |                                  |
| 3º  | Bella Vista        | 22.0     |                                  |
| 4º  | River Plate        | 19.5     |                                  |
| 5º  | Canillitas         | 19.0     |                                  |
| 6º  | Colón              | 15.5     |                                  |
| 7º  | Progreso           | 15.5     |                                  |
| 8º  | Misiones           | 15.2     |                                  |
| 9º  | Huracán Buceo      | 11.9     | Repescagem contra o rebaixamento |
| 10º | Uruguay Montevideo | 11.0     | Repescagem contra o rebaixamento |

| Fonte: Segunda División Profesional (em castelhano) |

## Estatísticas

### Artilharia
- Elbio Perdomo (Central) — 15 gols.[8]